# Amr ibn Bahr al-Dzsáhiz
Abu Uszmán Amr ibn Bahr al-Dzsáhiz (arab betűkkel أبو عثمان عمرو بن بحر الجاحظ – Abū ʿUṯmān ʿAmr ibn Baḥr al-Ǧāḥiẓ; Baszra, 776/777 körül – Baszra, 868 december vagy 869 január) az egyik legelső és legjelentősebb arab prózaíró, az adab műfajának egyik megteremtője volt. Közismert ragadványnevének jelentése: „dülledt szemű”.

## Élete
Származása ismeretlen, bizonyára abesszíniai eredetű. Ősei rabszolgák voltak, ő maga a Kinána törzs Fukajm-ágának klienseként (maula) teljes szabadságot élvezett. Sötét bőre és dülledt szemei miatt hírhedten csúnyának számított, és később számos anekdota született rondaságával kapcsolatban. Gyermek- és ifjúkoráról alig tudni valamit: a baszrai Kinána-negyed Korán-iskolájába járt, egyes források szerint halárus is volt egy időben. Később a legjelentősebb baszrai filológusok (Abu Ubajda, Aszmái, Abu Zajd al-Anszári) tanítványa lett, nyelvtanra Abu l-Haszan al-Ahfas, hadísztudományra a kádi Abu Júszuf tanította, teológiai ismereteit pedig Szumáma ibn Asrasztól és Nazzámtól sajátította el. Erősen hatott rá a hellenisztikus kultúra, ez kifejeződött a rációt előnyben részesítő, az ókori formális logikát hasznosító vallásfilozófiai irányzat, a mutazila harcos propagálásában, amelyen belül utóbb egy önálló irányzatot is kialakított.
Körülbelül harmincéves korára már be tudott kapcsolódni a kulturált baszrai körök életébe. Néhány 815–816-ban írott munkája, amelyekben az Abbászidák hatalomra jutását szándékozott igazolni a síitákkal szemben, felhívta rá al-Mamún kalifa figyelmét, s az uralkodó meghívására később Bagdadba költözött. Tanulmányait itt fejezte be, s itt kezdett egyre tudatosabban kizárólag az irodalmi tevékenységgel foglalkozni. Valószínűleg hivatalos, állandó állással nem rendelkezett, több magas rangú hivatalnok támogatásából tartotta fenn magát. A mutazilával szakító al-Mutavakkil kalifa (847-861) uralkodása alatt az immár idős és részben lebénult Dzsáhiz visszatért szülővárosába, ahol 868 decembere/869 januárja folyamán érte a halál – egy kétséges hitelű történet szerint a nála tartott könyvhalmok egyike dőlt rá, kioltva az életét. A halálhírre al-Mutazz kalifa sajnálkozását fejezte ki, sajnálkozva afelett, hogy egészségi állapota miatt a neves író már nem tudott ellátogatni az udvarába.

## Munkássága
1000 évvel Charles Darwin előtt al-Dzsáhiz megfogalmazta az egyedfejlődés és természetes kiválasztódás elméletét, miszerint a környezeti tényezők, valamint a túlélésért folytatott küzdelem hatására az állatok új fajokká alakulnak át. Emellett felismerte az ökoszisztéma jelentőségét, gyakran "hálóhoz" hasonlítva azt.